# La Vineuse-sur-Fregande
La Vineuse-sur-Fregande és un municipi nou francès situat al departament de la Saona i Loira i a la regió d'Borgonya - Franc Comtat. El 2020 tenia 651 habitants.
És el resultat de la fusió dels municipis de La Vineuse, Massy, Donzy-le-National i Vitry-lès-Cluny l'1 de gener de 2017 arran el règim jurídic de municipi nou establert pel codi francès de les divisions territorials del 2010. El centre administratiu està a La Vineuse, els altres antics municipis van rebre l'estatut de municipi delegat.
Es va mantenir el nom de La Vineuse, que tenia més habitants. S'hi va afegir «sur-Fregande» que no és pas un riu real, però un mot creuat fet dels noms dels dos rius que travessen la zona: El Frenille i el Gande.